# O Homem Que Matou Getúlio Vargas
O Homem que Matou Getúlio Vargas é uma comédia escrita por Jô Soares e lançado em 1998. Conta a história de Dimitri Borja Korozec, assassino profissional que encontra-se com diversas figuras históricas entre 1897 e 1954.

## História

### 1897–1914
Dimitri Borja Korozec (nascido em 7 de junho de 1897) em Banja Luka, Bósnia), é filho do linotipista e anarquista sérvio Ivan Korozec (membro da seita Poluskopszi, "Meio-Castrados", uma confraria que extirpa o testículo direito para garantir que os filhos sejam de esquerda - e o faz com o filho) e a contorcionista brasileira Isabel (filha ilegítima do coronel Manuel Vargas, pai de Getúlio, e admiradora de José do Patrocínio). Tem como características o fato de ter um dedo indicador extra em cada mão, ser desastrado (em um piquenique, acaba deslocando uma vértebra da mãe, obrigando-a a se aposentar) e boa capacidade de aprender idiomas (além do servo-croata do pai e o português da mãe, aprende com as viagens no circo alemão, francês, inglês, italiano, russo, albanês e espanhol).
Anarquista como o pai, aos 12 anos já havia lido Proudhon, Bakunin e Kropotkin. E em 1913, indicado pelo pai, entra na organização terrorista Mão Negra. Aprende esgrima (na qual ganha muitas cicatrizes), a lidar com explosivos (embora evitem dividir as lições com ele), tiro, a preparar venenos e artes marciais (com muitas luxações nas aulas).
Em 28 de junho de 1914, Dimitri é um dos mandados a Sarajevo para tentar matar Francisco Ferdinando, arquiduque do Império Austro-Húngaro. Na hora que vai atirar nele, enfia os dois indicadores no gatilho e não dispara. Quando levanta a cabeça, o ex-colega na escola terrorista Gavrilo Princip já havia matado o arquiduque, e assim desencadeando a I Guerra.
Seguindo o fracasso, Dimitri pega o Orient Express (onde conhece Mata Hari e atrai o ódio de seu guarda-costas, Motilah, um anão indiano membro da seita Thugs), e vai para Paris. Decide matar o líder socialista Jean Jaurès, mas quando este ia comer uma bomba de chocolate envenenada, é baleado por Raoul Villain. Dimitri por acidente acaba engolindo sua bomba, e desmaia sendo perseguido por Jean Javert (neto do Inspetor Javert de Os Miseráveis), só sendo salvo por intervenção da enfermeira Marie Curie. No hospital, Dimitri acaba mandado para sala de cirurgia no lugar de outra pessoa (e perde um rim), e Javert mata o paciente original por acidente. Abalado, Javert morre igual a seu avô, jogando-se no rio Sena.
Em Setembro, Dimitri é parte dos taxistas chamados para a Batalha em Marne. Porém, ao invés de ir para o local indicado, Dimitri acaba indo para outra cidade.

### 1917–1933
Em 1917, Dimitri resolve ir ao Brasil. Pega o navio SS Macau, torpedeado pelos alemães. É resgatado por pescadores portugueses.
Em 1918, Dimitri pega outro navio para o Brasil - e por estar contaminado com a gripe espanhola, faz a doença se disseminar entre a tripulação e assim causa a epidemia subsequente que afligiu o país, chegando a matar o presidente Rodrigues Alves. Mas ao chegar no Rio, embora salvo da gripe, Dimitri é barrado por estar com sarampo. É obrigado a ir para próxima parada - São Francisco.
O livro recomeça em 1925, quando Dimitri e George Raft, atuando de figurantes, causam a destruição de uma cena de Ben Hur. Cansado de Dimitri, Raft leva-o a Chicago, onde em 1929 Dimitri se une ao bando de Al Capone.
Em 1931, Capone vai preso, e Dimitri é ordenado a subornar os jurados. Porém, entra na sala errada e paga grande dinheiro a uma comissão que julgava uma velhinha que atropelara um gato.
Seguindo o incidente, Dimitri deixa Chicago e vai para Miami (no percurso, Motilah tenta matá-lo mas acaba sendo jogado fora do trem). Lá, em 1933, tentando assassinar Franklin Delano Roosevelt, por acidente impede Giuseppe Zangara de matar o presidente.

### 1935–1943
Frustrado com seus fracassos - enquanto seus ex-colegas da escola de teroristas mataram o rei Alexandre I da Iugoslávia - Dimitri se envolve com uma dissidente do Partido Comunista dos Estados Unidos e descobre que o ex-namorado desta ia para o Brasil ajudar Luís Carlos Prestes. Isso o inspira a embarcar para o Rio de Janeiro escondido em um hidroavião da Pan Am. Ao desembarcar, poucos dias após o fracasso da conspiração de Prestes, Dimitri vai atrás de dois mexicanos que trabalhavam na Confeitaria Colombo (e tinham participado do assassinato do presidente Álvaro Obregón) e consegue um quarto no Catete e um emprego como motorista de ambulância. Um mês depois, é preso por acidente tentando ajudar Arthur e Elise Ewert enquanto estes eram capturados pela polícia de Filinto Müller.
Na cadeia — a mesma em que o Barão de Itararé ficou — Dimitri descobre que Vargas é seu tio, e decide que irá matá-lo. Durante uma transferência para o navio presídio D. Pedro I, tenta fugir para a ilha do Governador - acabando logo no lado da ilha com uma base do Corpo de Fuzileiros Navais. Preso na colônia agrícola correcional de Dois Rios, Ilha Grande, ao ser visitado pela dona de sua pensão, Maria Eugênia "Pequetita" Pequeno, acha um motivo para fugir. Com a ajuda de Henri Maturin, um francês homossexual que tinha fugido da Ilha do Diabo (paródia de Henri Charrière, autor de Papillon), escapa e se envolve com Pequetita. O Estado Novo acaba ressuscitando seus desejos de matar Vargas. Se une à Ação Integralista Brasileira, mas durante o Levante integralista em 1938 se esquece de cortar a linha direta do Palácio Guanabara com a polícia, fugindo assim que as tropas surgem. Em 1939, Dimitri e Pequetita vão ver uma parada para promover o lançamento de O Mágico de Oz - que inclui Motilah, que havia interpretado um dos munchkins. O Thug tenta matá-lo na barca para Niterói, mas acaba caindo no mar e morrendo afogado.
Em meio a trabalhos como ser crupiê no Cassino da Urca, Dimitri tem outras tentativas de matar Vargas, incluindo uma no Jockey Club Brasileiro que leva-o a ser atingido no olho. Em 1942, causa um acidente de carro que quase matou Vargas ao jogar o carro de Pequetita na limusine presidencial, levando a parceira a deixá-lo. Em seguida tem uma empreitada mal sucedida como bicheiro.

### 1954
Em 1954, trabalhando em um parque de diversões itinerantes passando por Petrópolis, Dimitri reencontra o irmão de Getúlio, o coronel Benjamin Vargas. Ao ver a perícia de Dimitri com uma espingarda de chumbinho, Benjamin decide que irá indicá-lo para Gregório Fortunato para se integrar à guarda pessoal do presidente. Em meio ao caos gerado pelo atentado da rua Tonelero, Dimitri estuda a planta do Palácio do Catete  para planejar seu assassinato. No dia 24 de agosto, se esconde no quarto presidencial - mas ao ver Vargas entrar com uma pistola, Dimitri percebe que ele quer suicidar-se, o que faria o ditador se tornar um mártir. Surge de trás de uma cortina e tenta impedir o suicídio. Após breve diálogo, Vargas engatilha seu revólver, e em uma breve luta, Dimitri inadvertidamente dispara no coração do presidente.
Em outubro, um membro do grupo Irmandade Muçulmana dispara oito vezes contra o presidente do Egito, Gamal Abdel Nasser, enquanto este fazia um discurso em Alexandria, mas erra todos os tiros. O exército invade a base local do grupo, prendendo diversos membros - exceto um com doze dedos que saiu correndo pelas ruas. Entre os documentos dos terroristas estavam um caderno manuscrito intitulado “Memórias e Lapsos – Apontamentos para uma autobiografia”, que o narrador de O Homem que Matou Getúlio Vargas descreve como sua principal fonte na confecção do livro contando a história de Dimitri.

## Criação
Jô Soares escreveu o livro a partir da ideia de escrever sobre um sujeito obcecado por Getúlio Vargas - "o grande personagem histórico brasileiro. Ele é paradoxal. Tem coisas de gigante e coisas que não se entendem. Reunia um carisma sendo um ditador. Ele não se considerava um ditador." - e eventualmente o transformando em um anarquista, "que é sempre um personagem romântico, engraçado, doido".  Ao contrário de O Xangô de Baker Street, em que  teve a ajuda de uma equipe de pesquisadores e demorou seis meses para completar, para O Homem que Matou Getúlio Vargas Jô leu sozinho cerca de 80 livros como referência ao longo de dois anos. Problemas de inspiração também se manifestavam, e ocasionalmente, em dias que não gravava o Jô Soares Onze e Meia, Jô começava a escrever às duas da tarde e ia até a uma da manhã. Jô também teve a ajuda de Rubem Fonseca, Fernando Morais e Hilton Marques na escrita, eventualmente seguindo a sugestão de Fonseca para tirar piadas no texto, optando por criar o humor a partir da situação patética do protagonista. A dedicatória do livro é para o filho de Jô, Rafael, autista que mora com a mãe em Teresópolis.

## Lançamento e recepção
O Homem que Matou Getúlio Vargas foi lançado pela Companhia das Letras em 1998 com uma tiragem de 100 mil exemplares. Um ano depois, já tinha vendido 235 mil cópias, e ao lançamento de Assassinatos na Academia Brasileira de Letras em 2005, O Homem que Matou Getúlio Vargas contabilizava  410 mil exemplares no Brasil.
Críticas foram positivas. Maurício Stycer da Época considerou um livro divertido, mas com ressalvas à prosa, que considerou que "às vezes resvala num didatismo excessivo." Para a Veja, Diogo Mainardi descreveu a obra como "mais bem construído, engendrado e articulado que O Xangô de Baker Street." Na crítica da Folha de S. Paulo, Marcelo Rubens Paiva elogiou o livro como original, "difícil encaixá-lo num gênero conhecido". Sobre o texto, ressaltou que "há um certo excesso de material pesquisado, um "enciclopedismo" que dispersa. Mas, pouco a pouco, as andanças e atropelos de Dimitri vão envolvendo o leitor."
Assim como O Xangô de Baker Street, O Homem que Matou Getúlio Vargas acabou traduzido em várias línguas. Foi lançado na Itália em 1999 (L'uomo che uccise Getúlio Vargas), em 2000 na França (L'homme qui tua Getulio Vargas), em 2001 nos Estados Unidos (Twelve Fingers: Biography of an Anarchist, angariando resenhas elogiosas de publicações como o The Washington Post), e em 2003 na Sérvia (Čovek koji nije ubio Franca Ferdinanda, "O Homem que Não Matou Francisco Ferdinando").